# 調試模式
调试菜单或调试模式是计算机程序中的一个用户界面，它允许開發者在软件开发和软件测试時查看程序的内部状态並運行，以达到调试的目的。調試模式一般處於隱藏狀態，终端用户難以發現。
与普通的用户界面相比，调试菜单通常未经修饰，不方便用户使用，基本上只是软件的开发人员在使用调试菜单。開發人員可以通過调试菜单进行破坏性操作，如在程序没有警告的情况下删除数据。